# Gmina Sundeved
Gmina Sundeved (duń. Sundeved Kommune) – istniejąca w latach 1970–2006 gmina w Danii w  okręgu południowej Jutlandii (Sønderjyllands Amt). Gmina Sundeved została utworzona 1 kwietnia 1970 na mocy reformy podziału administracyjnego Danii.
Po kolejnej reformie administracyjnej w roku 2007 weszła w skład nowej gminy Sønderborg.

## Dane liczbowe
- Liczba ludności: (♀ 2741 + ♂ 2557) = 5298
  - wiek 0-6: 10,2%
  - wiek 7-16: 14,9%
  - wiek 17-66: 63,7%
  - wiek 67+: 11,2%
- zagęszczenie ludności: 76,8 osób/km²
- bezrobocie: 2,9% osób w wieku 17-66 lat
- cudzoziemcy z UE, Skandynawii i USA: 160 na 10 000 osób
- cudzoziemcy z krajów Trzeciego Świata: 132 na 10 000 osób
- liczba szkół podstawowych: 3 (liczba klas: 38)